# María José Arjona
María José Arjona (Bogotá, 1973) es una artista colombiana dedicada al performance.

## Biografía
María José Arjona es una artista colombiana nacida en Bogotá en 1973. En 1991 empezó sus estudios de educación superior en la Academia Superior de Artes de Bogotá; allí fue alumna de la maestra Consuelo Pabón, quien le presentó a María Teresa Hincapié (1956-2008), con quien trabajó desde el Proyecto Pentágono (2000); en su entrevista con Halim Badawi para la Revista Arcadia afirma que una de las obras que más influyó en su desarrollo fue Divina Proporción premio en el Salón Nacional de Artistas en 1996. En el 2002 participó del V Festival de Performance de Cali, en donde se acercó a la acción de Pierre Pinoncelli (1929-2021), quien realizó un performance en donde mutiló su dedo meñique en protesta por el secuestro de Ingrid Betancourt; esto fue un punto crucial para Arjona, pues esto conllevó a que ella encontrase la necesidad de buscar otras estéticas y otras realidades fuera del país. En su primera exposición en Miami conoció a la curadora del espacio Exit Art en Nueva York, lo que la llevó a la Galería Alcuadrado, donde tuvo la oportunidad de trabajar con la "madrina del arte de la performance", la artista Marina Abramović; quien fue la motivación para quedarse en Nueva York.
Su trabajo a menudo explora temas de identidad, cuerpo y ritual, y ha sido descrito como una "poética del movimiento". En su performance, a menudo trabaja en colaboración con otros artistas, invitando a la audiencia a participar activamente en el proceso creativo. Su obra ha sido incluida en varias colecciones públicas y privadas en todo el mundo. También, María José Arjona se enfoca en la exploración de las relaciones humanas y la conexión que existe entre el cuerpo y la mente. En su trabajo con la performance, Arjona utiliza su propio cuerpo para crear una conexión física y emocional con el público, y para explorar las limitaciones y posibilidades del cuerpo humano. A lo largo de su carrera, María José Arjona ha sido reconocida por su contribución al mundo del arte contemporáneo, y ha sido galardonada con varios premios y reconocimientos. Su trabajo ha sido expuesto en importantes museos y galerías de todo el mundo, incluyendo el Museo de Arte Moderno de Bogotá, la Bienal de Venecia y la Galería de Arte Moderno de Nueva York. La periodista Natalia Roldán Rueda de la revista Cromos (revista) afirmó que la obra de María José Arjona es considerada una de las más importantes artistas del arte contemporáneo en Colombia y en toda América Latina, el periodista Felipe Sánchez Villarreal en la revista Arcadia (revista) la apodo como la 'performer' colombiana.

## Premios y reconocimientos
- Seleccionada en el Salón Nominados al Premio Gilberto Alzate Avendaño de la Fundación Gilberto Alzate Avendaño de Bogotá, 1998.
- Ganadora de la primera edición del Premio Museo La Tertulia de Cali, Colombia, 2011.
- Reconocimiento de la Universidad de Los Andes por su performance "El Cuerpo del Tiempo", 2018
- Ganadora del Premio Museo de la Tertulia en Cali, Colombia. 2019.
- Premio Mesoamérica al Arte de la feria ARTBO en Bogotá, 2019.
- Finalista del XII premio Illy Sustainart en ARCOmadrid España, 2020.

## Obra
En su obra, María José Arjona se enfoca en la exploración de las relaciones humanas y la conexión que existe entre el cuerpo y la mente. En su trabajo con la performance, Arjona utiliza su propio cuerpo para crear una conexión física y emocional con el público, y para explorar las limitaciones y posibilidades del cuerpo humano. Además de su trabajo en performance, Arjona también ha creado una serie de esculturas y videos que exploran temas similares. En su obra, a menudo se utilizan materiales orgánicos y naturales, como la tierra, el agua y el fuego, para explorar la relación entre el ser humano y la naturaleza.
| Título                                                                                  | Año  | Notas | Referencia                  |
| --------------------------------------------------------------------------------------- | ---- | --- | --------------------------- |
| Sobre la liberación y el conocimiento [Vires]                                           | 2010 | En el ciclo de performances Vires, ejercicios sobre el poder,22 de la artista contemporánea María José Arjona, el cuerpo se transforma en sujeto y objeto de deseo y opera como un territorio marcado por el entorno y por la pulsión; es decir, se convierte en una metáfora de las relaciones de poder en los más diversos ámbitos de la vida y la cultura. | [ 8 ]                       |
| On knowledge and liberation / composition (Teatro anatómico archiginnasio Bologna 2010) | 2011 | Fotografía Obras de María José Arjona en las Colecciones del Banco de la República. | [ 9 ]                       |
| Hay que saberse infinito                                                                | 2018 | Muestra veinte años del trabajo de esta artista de performance. Moreno exploró los procesos de cambio del exterior al interior, de la oscuridad a la luz y de lo concreto a lo efímero. Publicado por Museo de Arte Moderno de Bogotá | [ 10 ] [ 11 ] [ 12 ] [ 13 ] |